# International Society for Philosophical Enquiry
La Société Internationale de Recherche Philosophique est une association scientifique et philosophique pour personnes à fort potentiel/quotient intellectuel fondée en 1974 et consacrée à des investigations avancées et des recherches et contributions originales. Ses membres exploitent leurs capacités pour augmenter la croissance et le développement de la culture éclairée et de la civilisation progressiste.

## Origines
ISPE a été fondée par Dr Christopher Harding, qui réside au Queensland (Australie), et est un expert en matière de psychométrie. L'association est gérée par des volontaires élus et nommés conformément à la Charte.
La devise d'ISPE est « Quaere Verum », « Cherche la Vérité ». ISPE n’a aucune opinion ou affiliation politique officielle. Ses buts se concentrent sur l’emploi de l’intelligence pour l'amélioration de la société et sur la mise à disposition d’un forum aux fins de stimuler les échanges intellectuels entre ses membres.
Le journal de l'association s’appelle Telicom  (ISSN 1087-6456), il est publié six fois par an. « Telicom » est dérivé de « telic » (vers un principe ou un but) et d’une abréviation de « communication. ». Il publie art, poésie et articles originaux, si possible d’intérêt général. Les sujets controversés qui provoquent des discussions animées sont particulièrement bienvenus.

## Adhésion
L'admission est généralement limitée aux personnes qui ont obtenu un résultat supérieur à 99,9 % de la population générale sur tout test d'intelligence ou d’aptitude accepté par l'association. ISPE est connue officieusement en tant que « The Thousand » (« les Mille »), le nom qui lui a d’abord (et brièvement) été donné en 1974, parce que son niveau d’admission est d’une personne sur mille (3,09 écarts-types au-dessus de la moyenne d'une distribution normale). Cela signifie un score de 149 à un test de Q.I. comme le Stanford-Binet avec un écart-type de 16 ou bien de 146 aux tests qui utilisent un écart-type de 15, tel que l’Échelle Wechsler d'Intelligence pour Adultes.
L'association est gérée démocratiquement par vote de ceux qui sont au minimum Membres.

## Portée des activités
En 1981, selon le Livre Guinness des records, ISPE comptait 239 membres avec un QI moyen de 160 (aucun en dessous de 148, et certains au-dessus de 183). Une autre référence à ISPE apparaît dans l'édition de 1993.
ISPE a actuellement approximativement 600 membres dans 29 pays : Afrique du Sud, Allemagne, Australie, Belgique, Canada, Chine (Hong Kong RAS), Corée du Sud, Danemark, Espagne, États-Unis, Finlande, France, Hongrie, Inde, Irlande, Israël, Italie, Japon, Mexique, Norvège, Pays-Bas, Royaume-Uni, Russie, Serbie, Singapour, Slovaquie, Suède et Suisse.

## Niveaux d’adhésion
ISPE est caractérisée par un système d'avancement conçu pour encourager ses membres à utiliser leurs capacités au profit de l’humanité. Il y a six niveaux ordinaires d'adhésion :
- Associate Member (66,7 %)
- Member (14,1 %)
- Fellow (7,4 %)
- Research Fellow (4,6 %)
- Senior Research Fellow (3,3 %)
- Diplomate (2,7 %).

Il y a également un septième niveau spécial, « Philosopher » (0,5 %).
Les nouveaux membres sont d’abord « Associates » (« Associés ») et n'ont droit de vote qu'après avoir avancé au niveau de « Member » (« Membre à part entière »). Les premiers six niveaux (niveaux ordinaires) peuvent être atteints en démontrant divers accomplissements qui mettent en pratique les buts de la Société. Le niveau de Diplomate exige l'approbation de la majorité des membres votants quand le candidat est proposé pour l'avancement. « Philosopher » est le niveau le plus haut. Il est rare et ne peut être atteint que par nomination.

## Buts
La Charte d'ISPE énumère neuf buts de l'association :
- Encourager la communication écrite entre membres ayant des intérêts et niveaux intellectuels similaires, dans le but d'échanger des pensées, idées et découvertes. Nourrir la curiosité inhérente des membres à travers une investigation réfléchie et des réponses adéquates, en élargissant leurs horizons de connaissance et de sagesse.
- Encourager les membres à des accomplissements personnels pour servir l'association et contribuer au progrès de l’humanité en général.
- Fournir un canal pour les initiatives individuelles et donner aux membres l’opportunité d’avancer dans l'association et de servir à des postes exécutifs et de direction pour le bénéfice de l'association tout en enrichissant leur propre expérience.
- Donner aux membres en position de responsabilité en dehors de l'association l'occasion d'aider d’autres membres à promouvoir leur potentiel.
- Continuer à augmenter la liste des membres en encourageant les membres existants à chercher et proposer des personnes qualifiées qui puissent être évaluées et acceptées dans l'association, et agrandir ainsi sa réserve de personnes ayant de hautes capacités.
- Accumuler une ressource naturelle de talents et aider les membres à obtenir le succès et la reconnaissance mérités.
- Fournir un service de consultation par correspondance aux membres qui désirent l’utiliser dans leur formation, leur profession ou le travail de leur vie, et mettre à la disposition d’autres membres les conseils des membres plus chevronnés et expérimentés qui peuvent les faire bénéficier de leurs connaissances.
- Créer un lien entre tous les membres et cimenter leurs rapports à travers le journal, Telicom, qui les renseigne sur les activités de l'association et qu'ils peuvent utiliser pour partager leur expérience avec les autres membres. Contributions de matière générale et notices biographiques ou autobiographiques seront cherchés et publiés pour l'édification des membres et la stimulation d'idées.
- Augmenter le potentiel des membres à travers santé et longévité.